# Якимово (Болгария)
Якимово (болг. Якимово) — село в Болгарии. Находится в Монтанской области, административный центр общины Якимово. Население составляет 1 738 человек.

## Политическая ситуация
Кмет (мэр) общины Якимово — Георги Миланов Георгиев (Национальное движение «Симеон Второй» (НДСВ)) по результатам выборов в правление общины.